# Микротия
Микротия — врождённое недоразвитие ушной раковины или её отсутствие (анотия). Встречается в одном случае на 8000 — 10000 рождений. При односторонней микротии чаще поражается правое ухо.

## Классификация
Различают четыре степени микротии:
- I степень: несколько уменьшена ушная раковина с различимыми структурами и уменьшенным, но присутствующим наружным слуховым проходом.
- II степень: частично или наполовину неразвитая ушная раковина с атрезией или стенозом наружного слухового прохода, с развитием кондуктивной тугоухости.
- III степень: рудиментарное наружное ухо, отсутствие наружного слухового прохода и барабанной перепонки.
- IV степень: полное отсутствие уха (анотия).

## Лечение
Обычно, перед началом лечения проводится обследование, чтобы убедиться в том, что структуры внутреннего уха интактны и слух сохранён. В случае сохранности слуха, на следующем этапе необходимо убедиться, в том, что у пациента имеется наружный слуховой проход (если он не виден снаружи), посредством компьютерной томографии. Маленьким пациентам исследование проводится после предварительной седации. Возраст, при котором производится попытка восстановить хирургическим путём наружное ухо, зависит от выбранной оперативной методики. Методика Medpor применяется с трёх лет, Rib Cartilage Grafts (пересадка рёберного хряща) — с шести. Однако, многие хирурги рекомендуют проводить операцию в более позднем возрасте (8-10 лет), когда размеры уха приближаются к взрослым.

## Изображение в искусстве

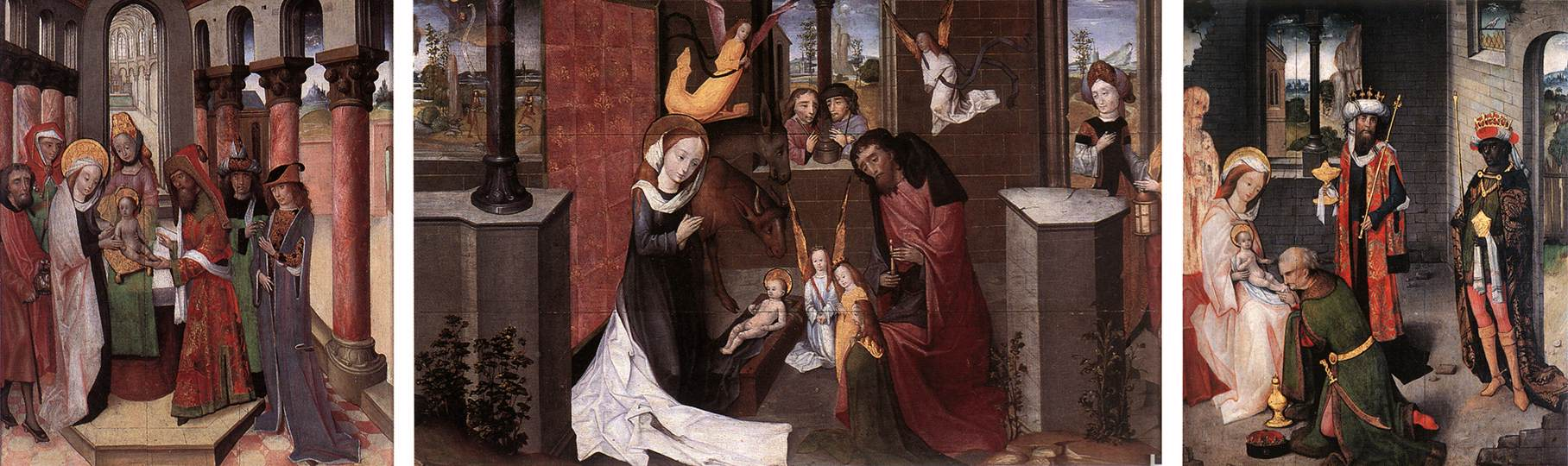
«Триптих со сценами из детства Христа» мастера триптиха Венемара. Около 1480. Музей изящных искусств. Гент

Исходя из предположения, что изображение было анатомически точным, Пирсиг поставил диагноз «микротия» девяти фигурам, изображённым на «Триптихе со сценами из детства Христа» мастера триптиха Венемара.